# 莱茵-美茵空军基地

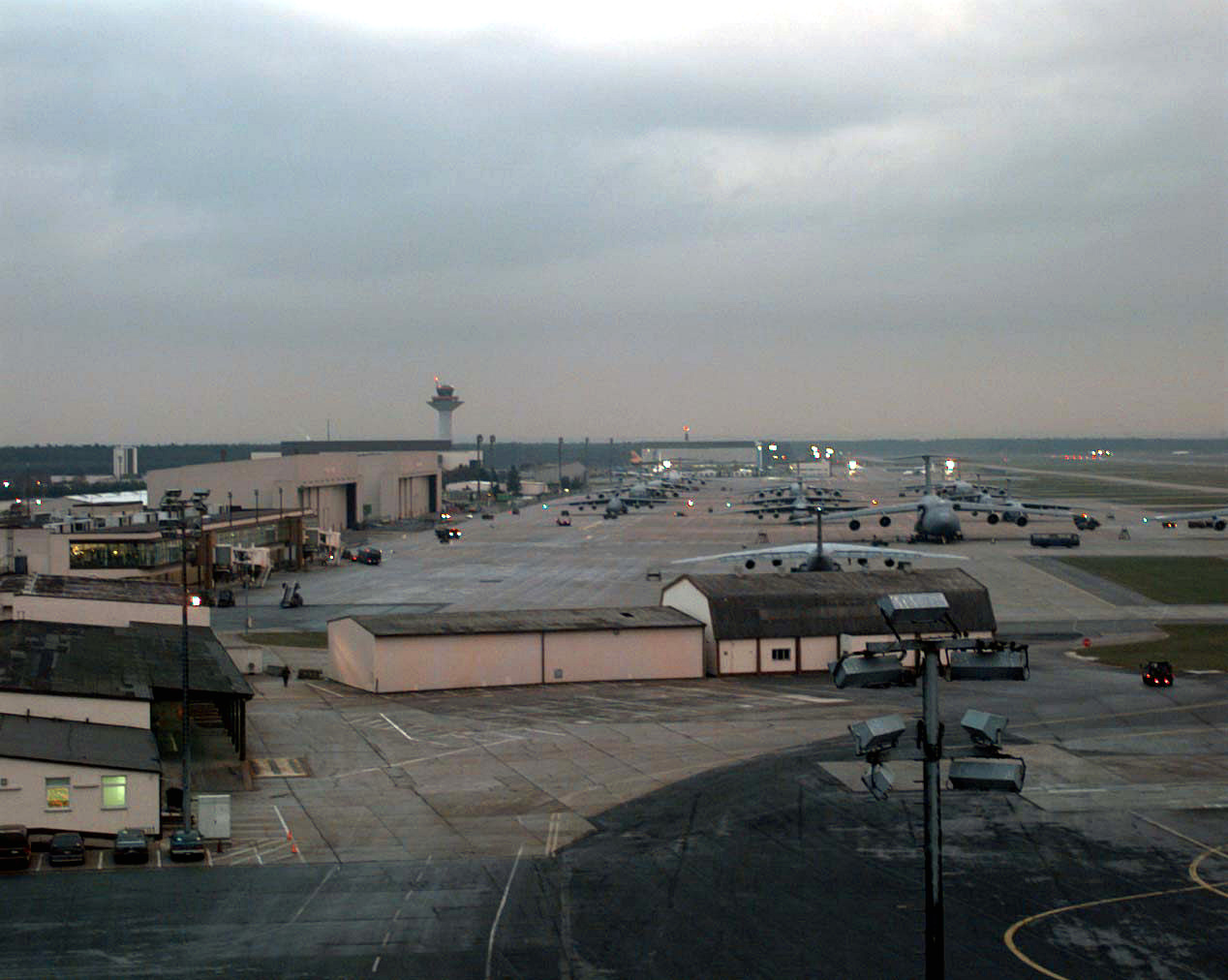
莱茵-美因空军基地

莱茵-美茵空军基地（英語：Rhein-Main Air Base）（50°01.6′N 8°32.6′E / 50.0267°N 8.5433°E）是位于德国法兰克福附近的美国空军及北約的军事基地，位於法兰克福国际机场的南部。
莱茵-美茵空军基地建于1945年，于2005年关闭，是美军在欧洲主要的空中运输中心。它被称为通往欧洲的大门。基地由美军469空军基地大隊负责，没有飞机一直被指派驻扎于此，但是每天都能看到大量的C-5和C-141起降。
1981年1月20日，在伊朗人质事件中被劫持的美国人质由C-9搭载抵达莱茵-美茵。1990年，这里成了运送海湾战争供给和装备的前沿阵地。
在全盛时期，基地拥有10,000人。但是到了1993年，官方宣布将基地规模缩减一半。这项计划在1995年完成，随后进入了完全关闭基地的准备时期。

## 关闭
1999年12月23日，美国和德国政府就关闭基地达成一致。2005年9月底，最后的军事人员和货运飞机离开。2005年10月10日举行了正式的关闭仪式。德国的拉姆斯泰因空军基地取代了莱茵-美茵的许多职责。依然留在基地的军人和人员负责将所有的建筑物移交德国政府。法兰克福国际机场官方计划将在基地建造第三个航站楼。